# Cabana
Cabana är huvudstad i Pallascaprovinsen i norra Áncash i Peru. Cabana är födelseort för förre presidenten i Peru Alejandro Toledo Manrique. Staden är en gammal inkastad, men omnämns första gången som stad den 2 januari 1857.